# Bjørn Tidmand
Bjørn Tidmand, född 24 januari 1940 i Köpenhamn, är en dansk popsångare.
Bjørn Tidmand började sjunga som barn i Köpenhamns gosskör, under ledning av Mogens Wøldike. Som ung uppträdde han på stadens restauranger och nattklubbar. Vid sidan om arbetade han bland annat som expedit vid ett varuhus, matrosaspirant, assistent vid ett försäkringsbolag och som säljare för en silversmed. Han debuterade i dansk TV 1957 i rollen som en sjungande soldat i den populära TV-serien Soldaterstafetten. Skivdebuten kom två år senare med låten Seksten et halvt, som var en cover av Craig Douglas hit Only Sixteen. 1960 medverkade han i en av Volmer Sørensens TV-shower. Han fick ett genombrott 1963 då han utgav albumet ”Brænd mine breve” och deltog i Dansk Melodi Grand Prix med låten Amiga mia, som slutade på en andraplats efter Grethe och Jørgen Ingmanns Dansevise som vann Eurovision Song Contest. Han återkom till tävlingen året därpå med låten Sangen om dig och vann. Han representerade därmed Danmark i Köpenhamn och slutade på en niondeplats av totalt 16 bidrag.
Under 1960-talet utgav Tidmand flera album, däribland ”Ensom er jeg”, ”Ka du li mig” och ”Otte dage”. År 1967 fick han stora hits med låtarna Nu tar jeg til Dublin och Du skal ikke gi mig roser. Året därpå gav han ut låten Lille Sommerfugl, som blev en stor succé med sina över 100 000 sålda exemplar. Låten finns även i en svensk version, Det är sommar snart med duon Marja & Moa (1969). Bjørn Tidmand  blev därmed en av Danmarks största sångare. Under 1970-talet fick han flera hits på Dansktoppen och hade tillsammans med Gustav Winckler ett eget TV-program, Mellem to stole. Också 1980-talet bjöd på framträdande listplaceringar för Tidmands musik.
På senare tid har Tidmand varit värd för olika shower runt om i Danmark samt föredragshållare. Han fortsätter dock med att ge ut musikalbum. Han är gift med Jytte Klintrup.